# دهستان دره‌کاید
دهستان دره‌کاید، یکی از دهستان‌های بخش شهیون شهرستان دزفول در استان خوزستان ایران است.

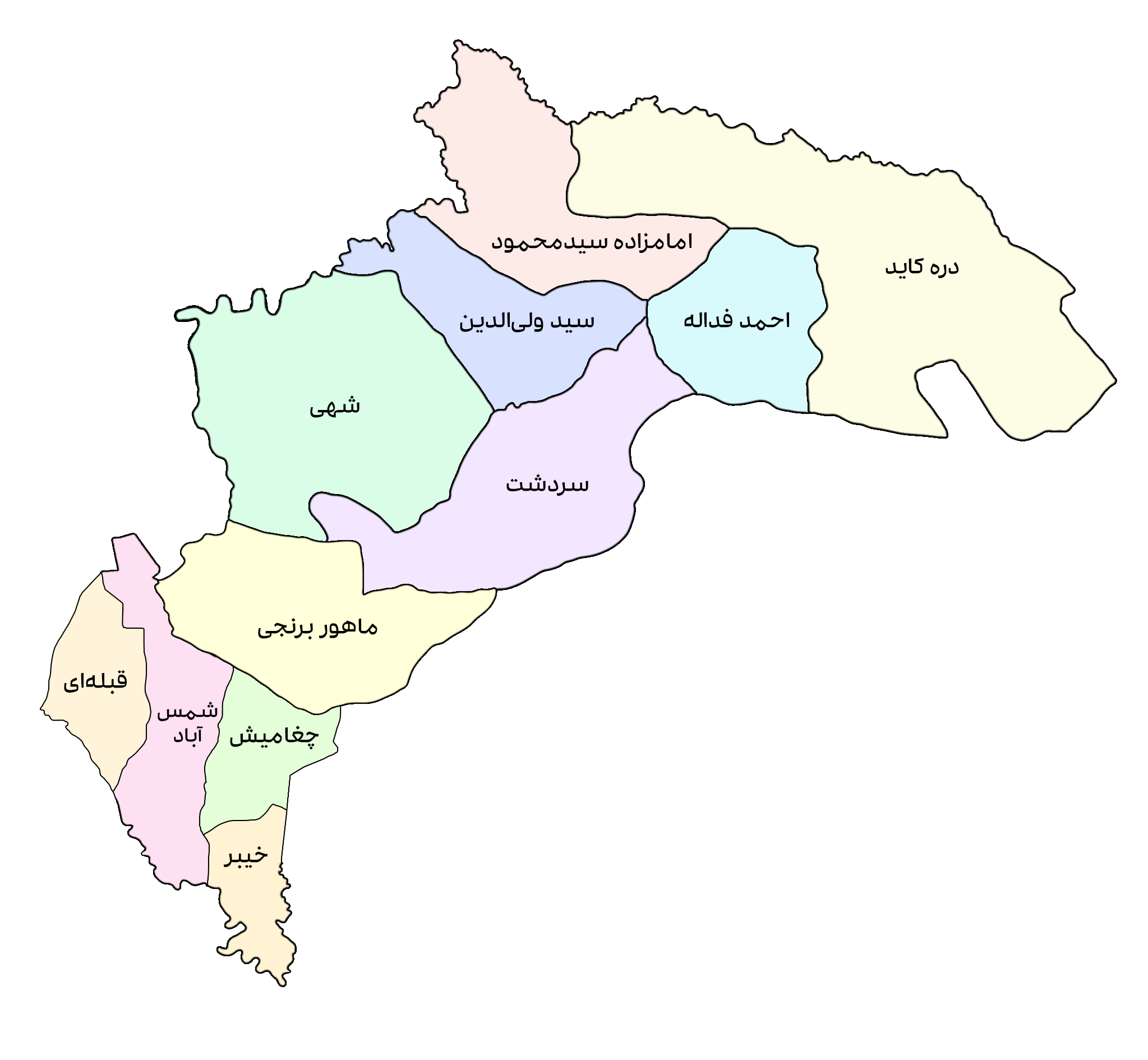
نقشه دهستان‌های شهرستان دزفول